# Mordellistenula planifrons
Mordellistenula planifrons là một loài bọ cánh cứng trong họ Mordellidae. Loài này được Stshegoleva-Barovskaja miêu tả khoa học năm 1930.